# Thượng Giáp Vi
Thượng Giáp Vi (chữ Hán: 上甲微), họ Tử, tên Vi (微), tên tự Thượng Giáp (上甲) là thủ lĩnh đời thứ 9 của nước Thương thời nhà Hạ, ông cũng là tổ 7 đời của vua Thành Thang. Cha ông là Vương Hợi bị thủ lĩnh Miên Thần của nước Hữu Dịch giết chết trong một trận chiến, lúc ấy ông còn nhỏ phải chạy trốn theo chú là Vương Hằng vào rừng sâu để tổ chức chiến tranh du kích nhằm kháng cự lâu dài chống lại quân xâm lược. Từ nhỏ ông đã nuôi ý chí phục quốc và báo thù cha, khi lớn lên ông tìm cách thu phục lòng người kết hợp chiêu nạp nhân tài vật lực chờ thời cơ hành động. Lúc cảm thấy lực lượng đủ mạnh để đánh Miên Thần ông liền phát binh đánh thẳng vào sào huyệt giặc, quân nước Hữu Dịch lâu ngày không đánh trận nên thua to nhanh chóng tan rã. Thượng Giáp Vi giết chết được Miên Thần từ ấy xóa sổ luôn nước Hữu Dị, sau khi diệt Hữu Dịch ông được chú là Vương Hằng trao trả quyền lãnh đạo tộc Thương.
Thượng Giáp Vi là người đầu tiên đặt ra thụy hiệu cho thủ lĩnh bộ tộc bằng các chữ Thiên Can, từ đó trở đi các thủ lĩnh họ Tử và các đế vương nhà Thương sau này mãi cho tới khi bị Chu Vũ Vương lật đổ đều lấy Thiên Can để làm tên.
Sau khi ông chết, con là Báo Ất thế tập trở thành thủ lĩnh thứ 10 của nước Thương.